# Жанашар
Жанаша́р (каз. Жаңашар) — село у складі Єнбекшиказахського району Алматинської області Казахстану. Адміністративний центр Жанашарського сільського округу.
Населення — 5645 осіб (2021; 3561 у 2009, 2878 у 1999, 2817 у 1989).